# Zarážedlo

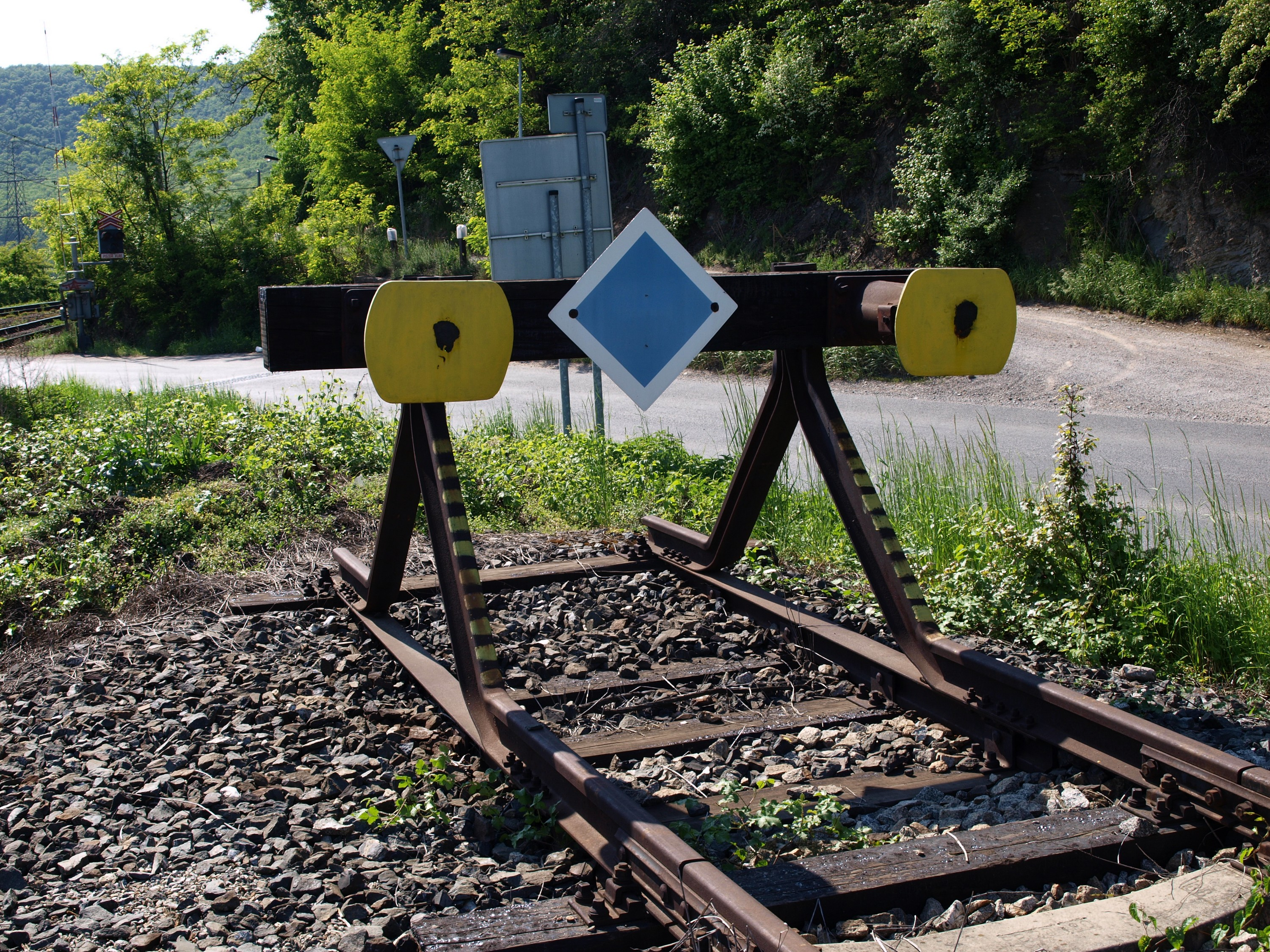
Zarážedlo na konci koleje nákladního nádraží Praha-Radotín s návěstí Posun zakázán

Zarážedlo (kolejový nárazník, v železničním slangu šturc) je zařízení sloužící k nouzovému zastavení nebo alespoň zbrzdění kolejového vozidla na konci koleje (tzv. kusá kolej) nebo tam, kde je kolej uzavřena. Zarážedlo je označeno návěstí „posun zakázán“, „konec koleje“, kolej uzavřena nebo světelným návěstidlem podle použití a drážních předpisů příslušné drážní společnosti.

## Konstrukce zarážedel
Konstrukce zarážedel vychází z místních podmínek, respektive očekávané síly, kterou zarážedlo má pohltit. V žádném případě není zarážedlo konstruováno k tomu, aby běžně zastavovalo lokomotivy, vagony nebo soupravy. Dokáže pohltit pouze mírný náraz. Při větších dynamických silách dochází k destrukci zarážedla i vozidla či vlaku, vykolejení apod.

### Zarážedla trvalá
Provedení trvalých zarážedel je navrhováno podle místa použití. Na hlavových nádražích (např. Praha Masarykovo nádraží, Luzern ve Švýcarsku aj.) jsou zarážedla konstruována jako masivní betonová s tlumiči nárazu. Na tratích s menším nebo lehčím provozem se konstruují zarážedla lehčí konstrukce, např. z ohýbaných kolejnicových profilů, někdy se používá pouze násyp štěrku, písku či zeminy. Před oba druhy zarážedel se zpravidla umísťuje příčný pražec, upevněný přes hlavy kolejnic. Před zarážedlem se také zasypávají kolejnice pískem, kamením nebo štěrkem, který má pohltit nebo snížit kinetickou energii vozidla nebo soupravy a tak je zastavit nebo zbrzdit.

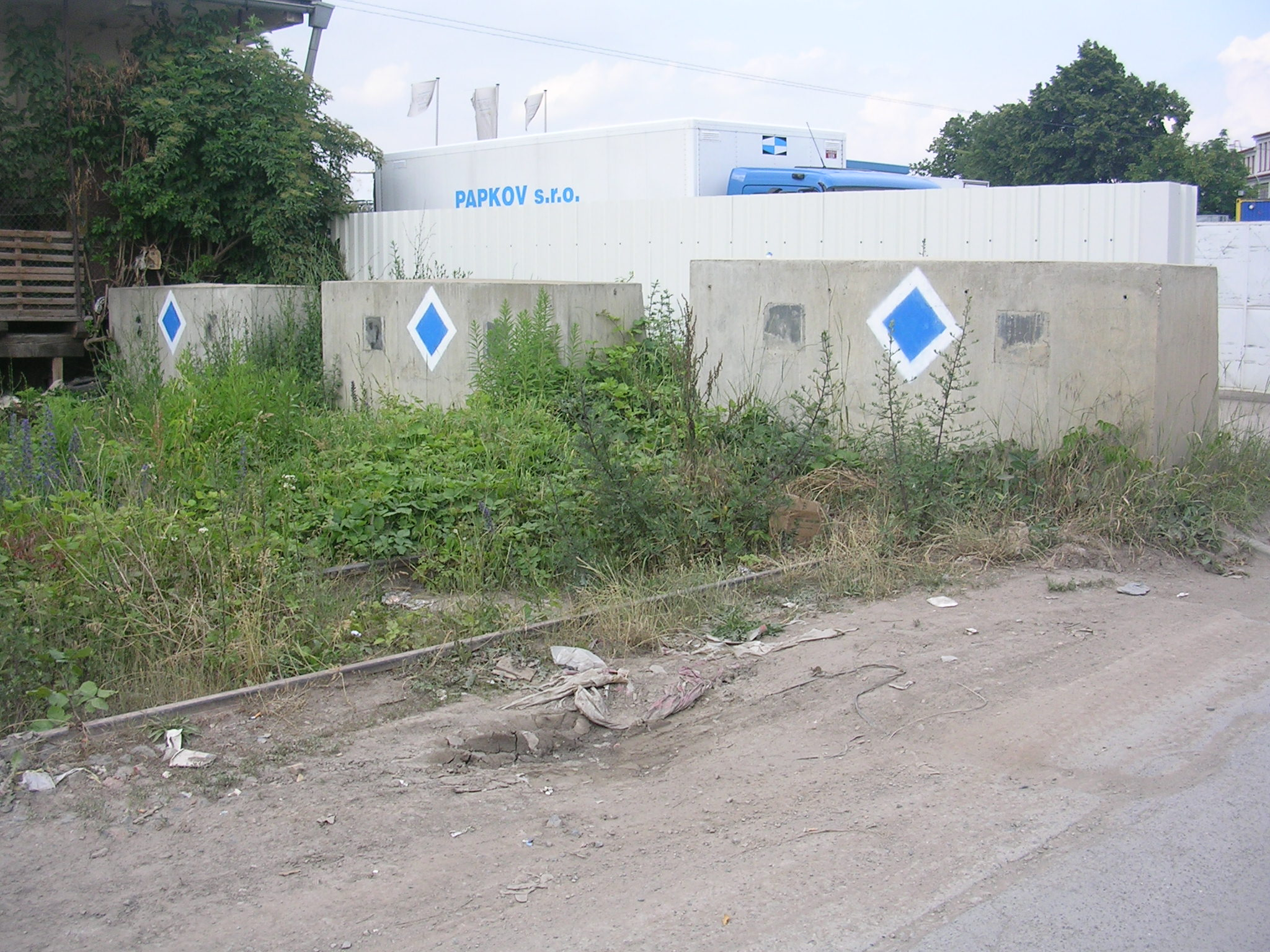
Masivní zarážedlo, ČR
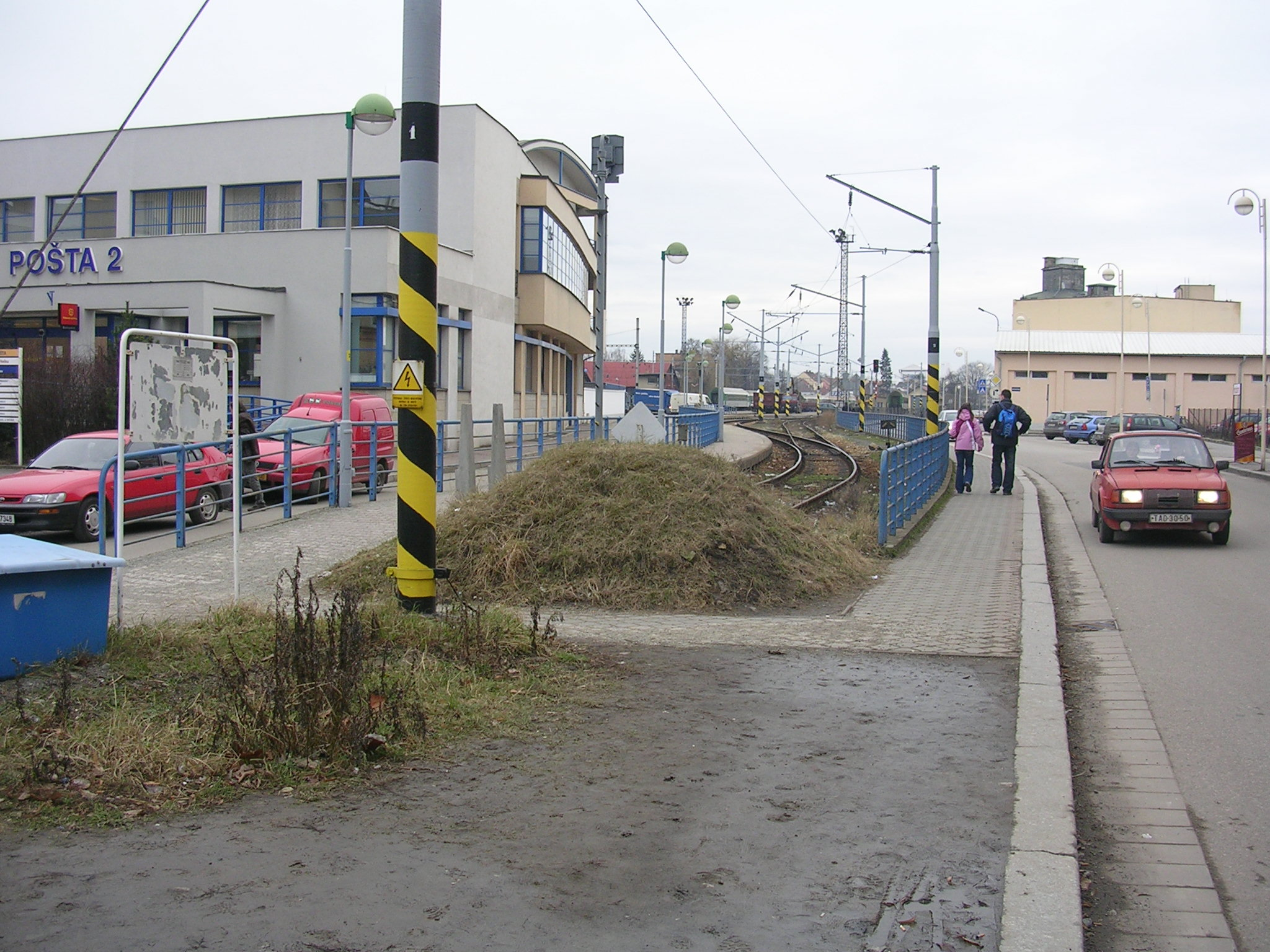
Sypané zarážedlo, ČR
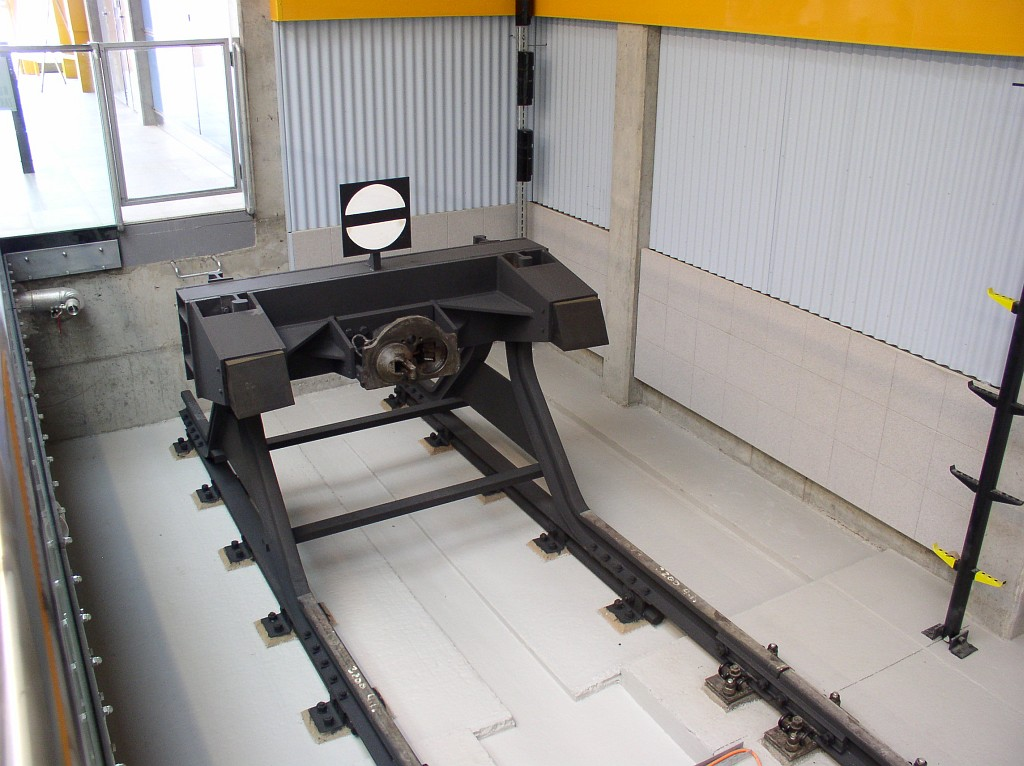
Zarážedlo metra, ČR
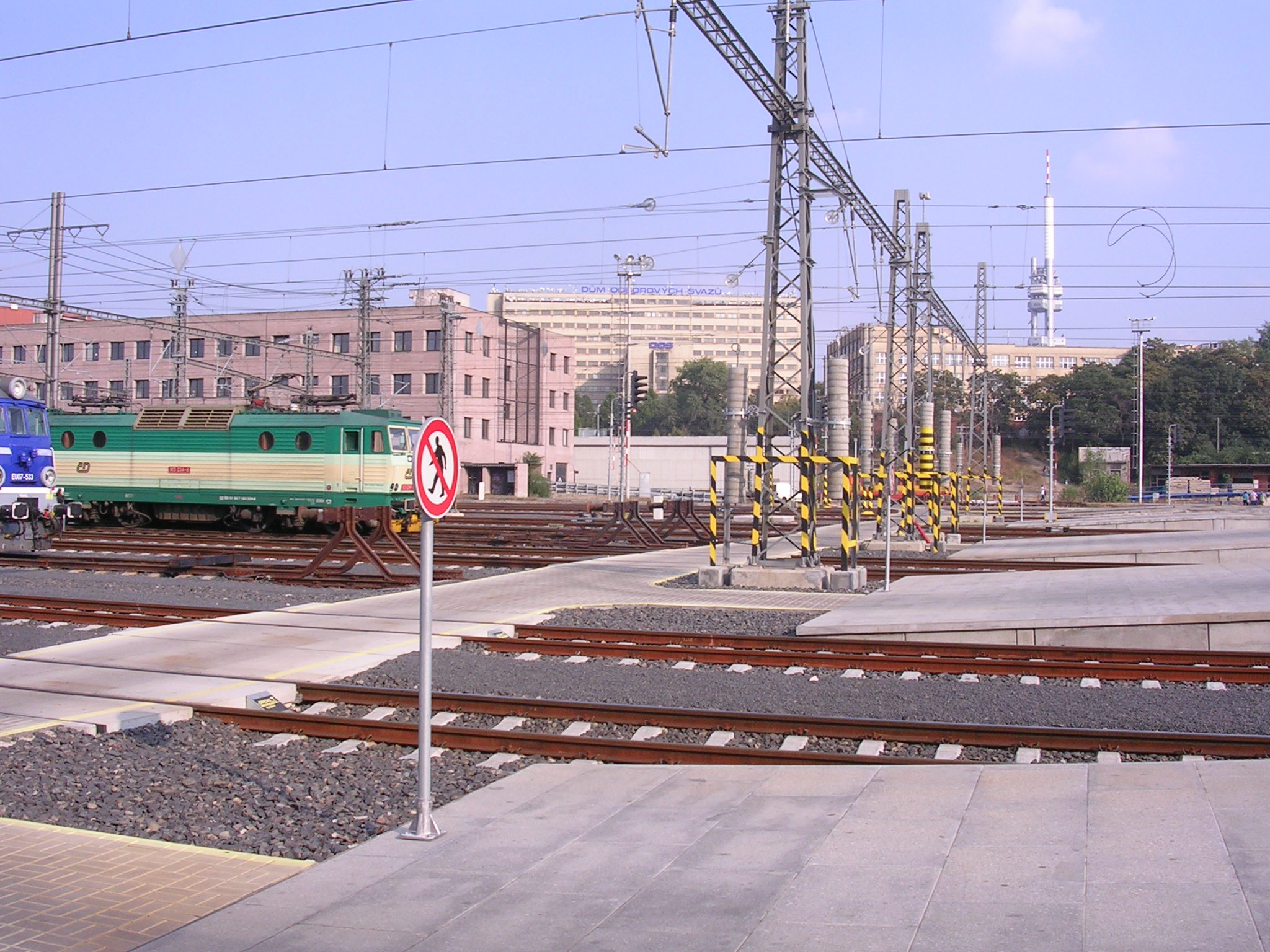
Lehká zarážedla, ČR
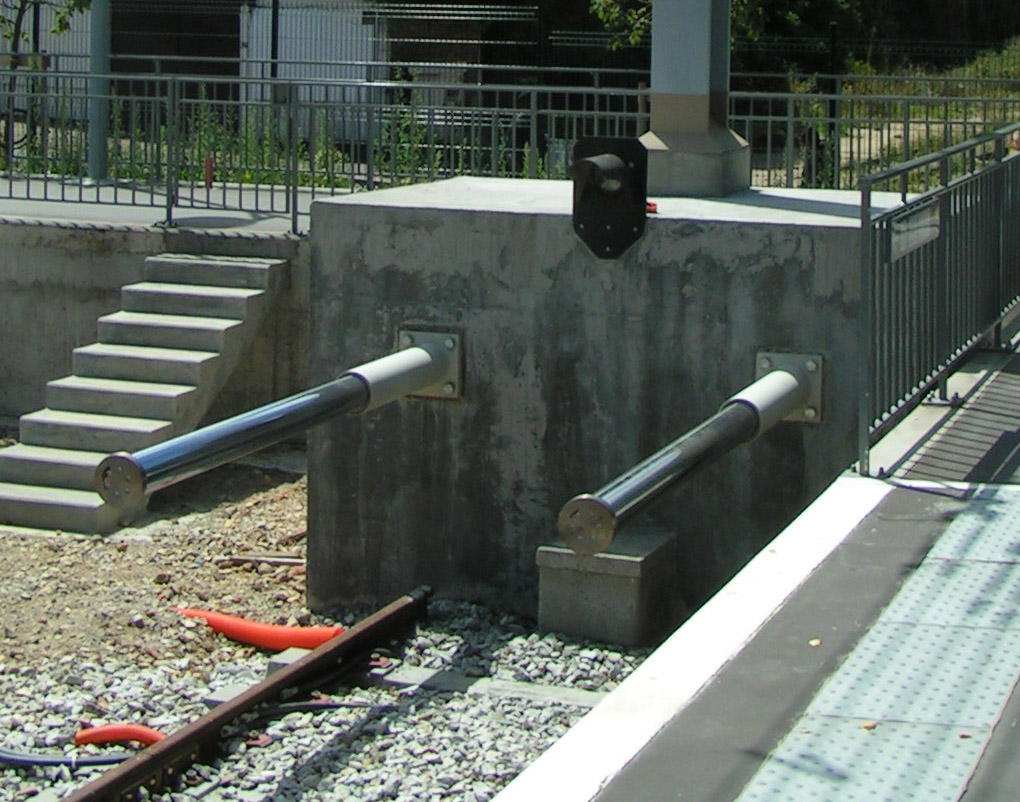
Masivní zarážedlo, Francie
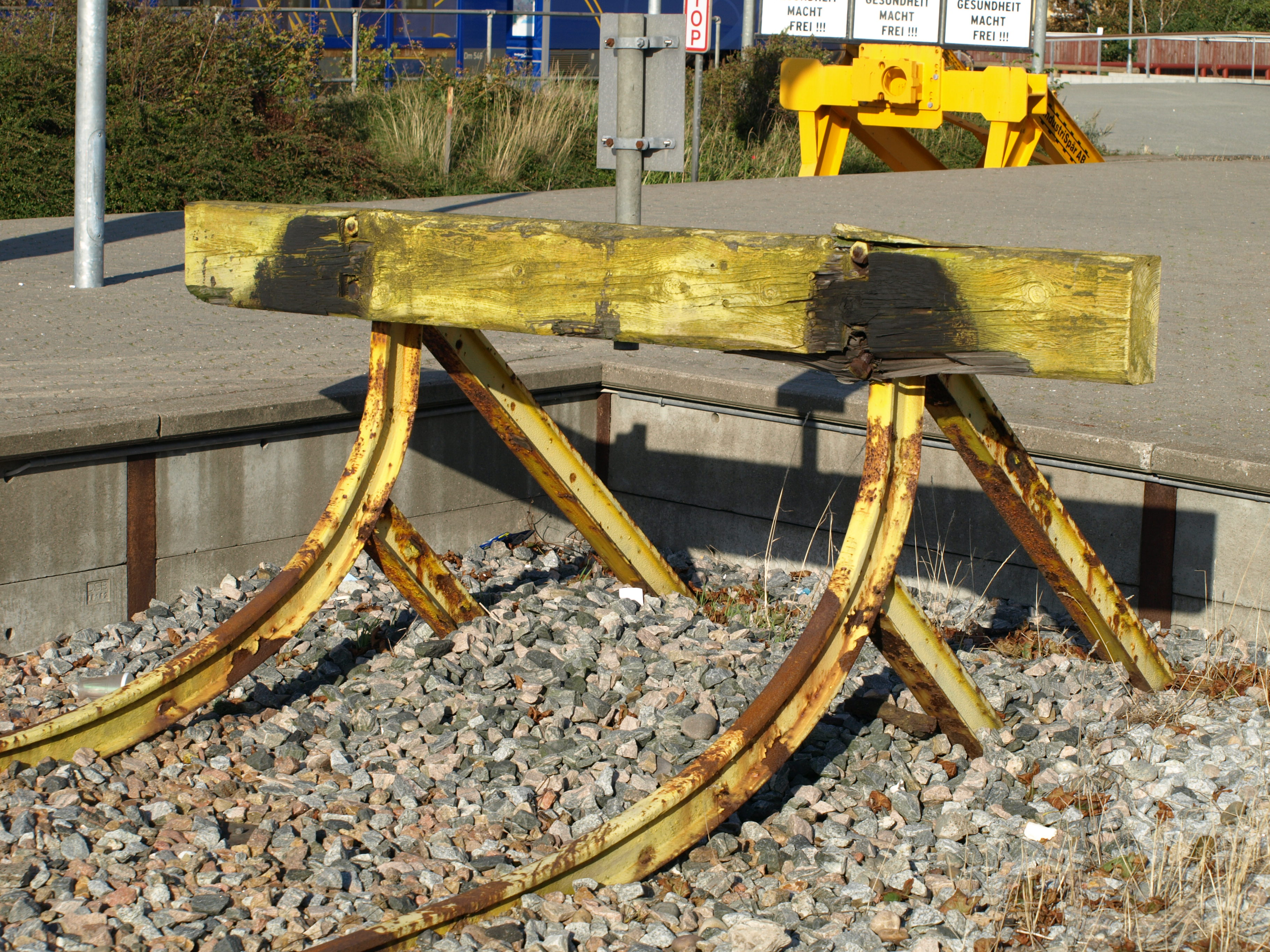
Lehké zarážedlo, Dánsko
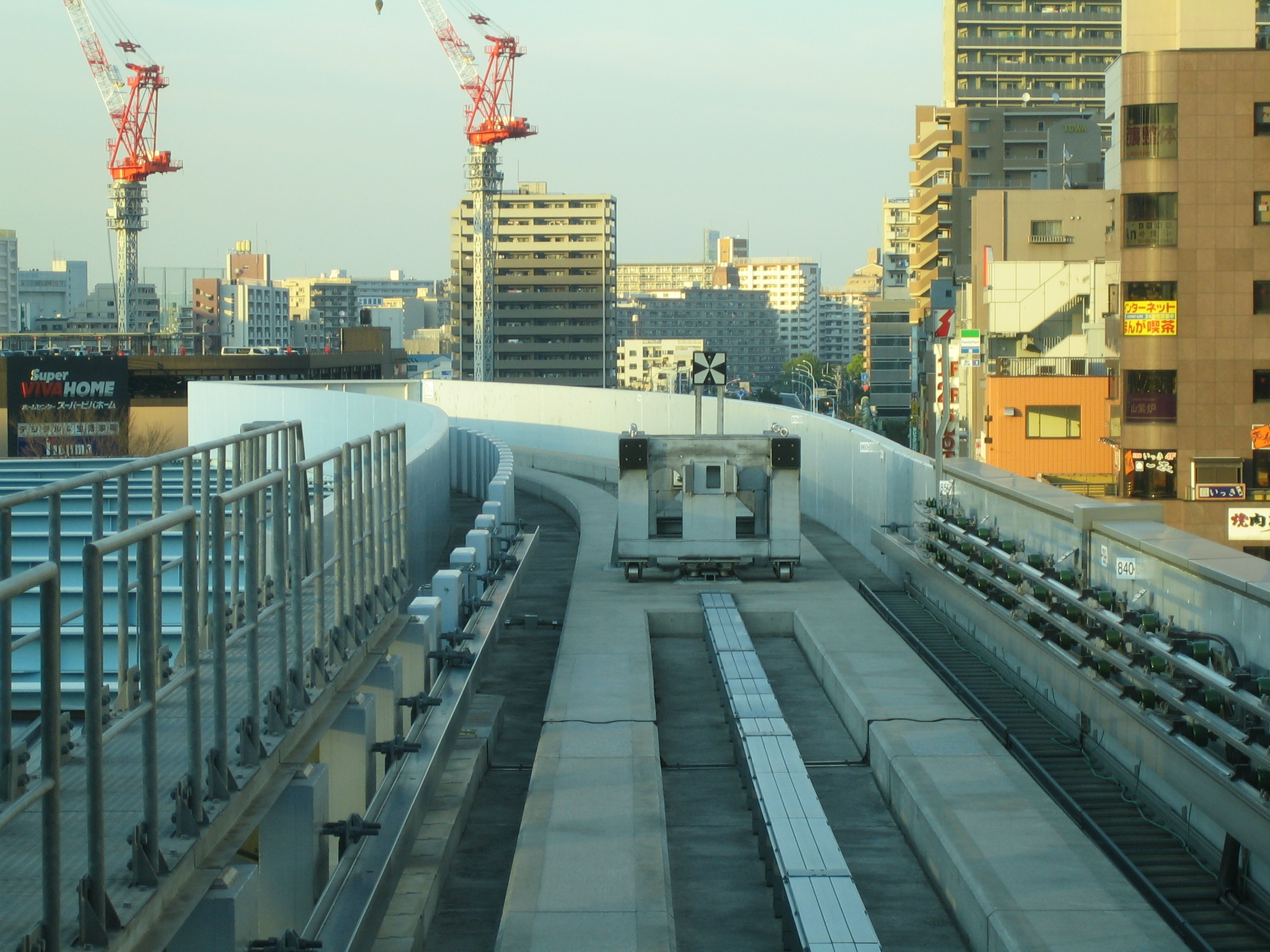
Zarážedlo (pravděpodobně) magnetické dráhy, Japonsko
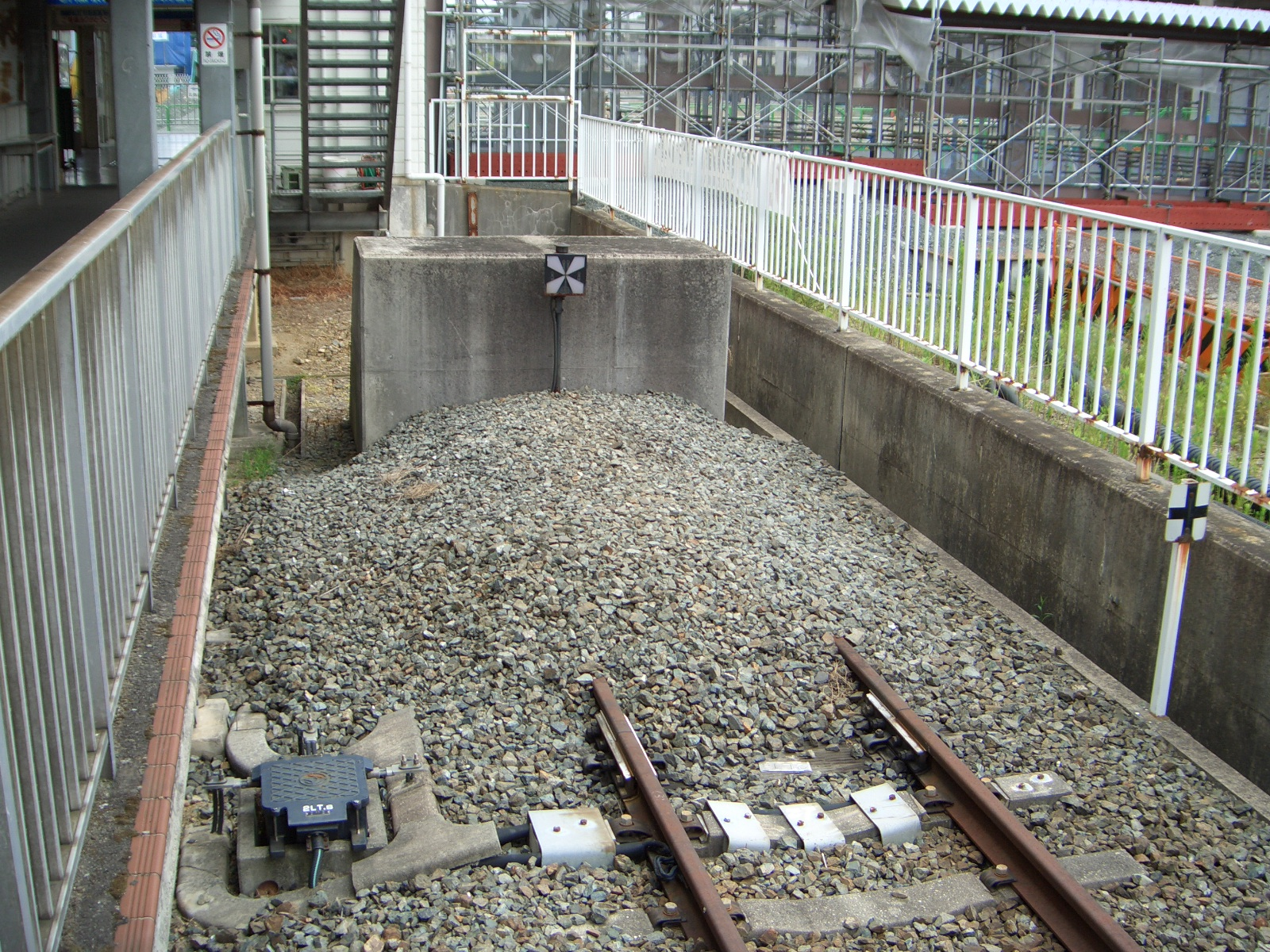
Masivní zarážedlo se zásypem na kolejích, Japonsko

### Zarážedla dočasná
Dočasná zarážedla se umisťují v případě dočasného ukončení koleje, například při opravách či jiných výlukách koleje. Konstrukce je zjednodušená, jsou tvořena dvěma či více příčnými pražci, upevněnými přes hlavy kolejnic. Před zarážedlem se taktéž zasypávají kolejnice pískem, kamením nebo štěrkem.

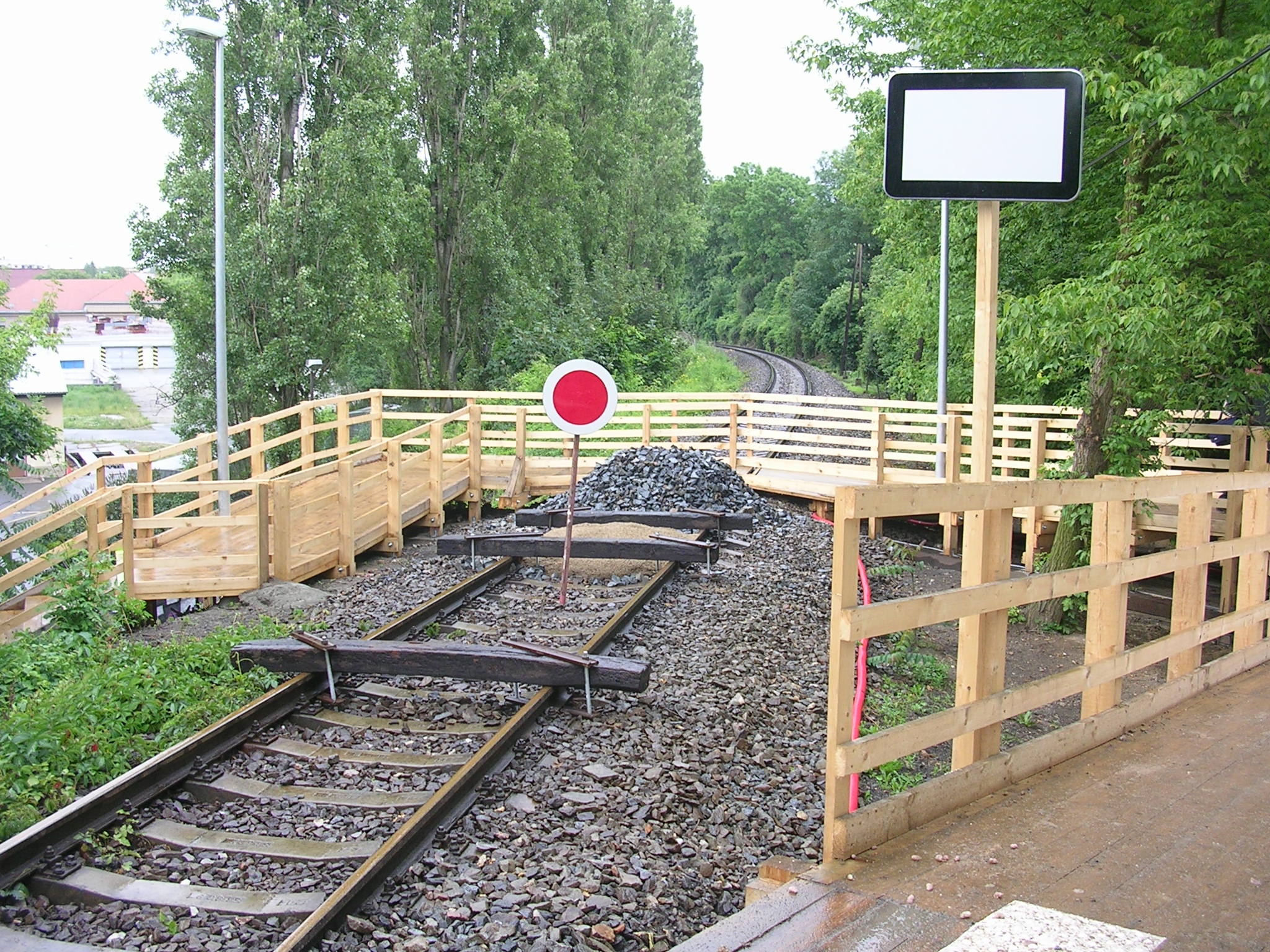
Dočasné zarážedlo, ČR
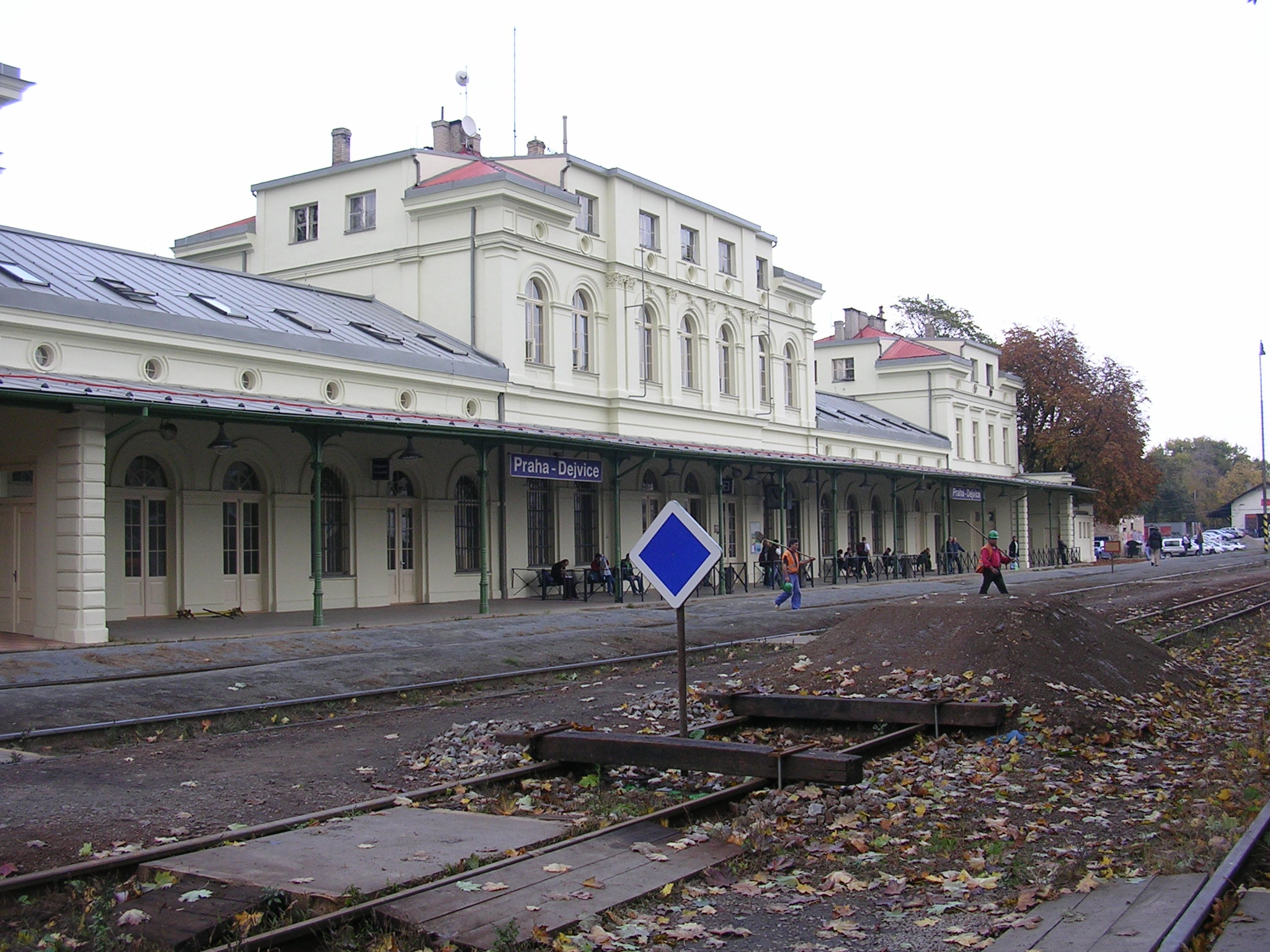
Dočasné zarážedlo, ČR
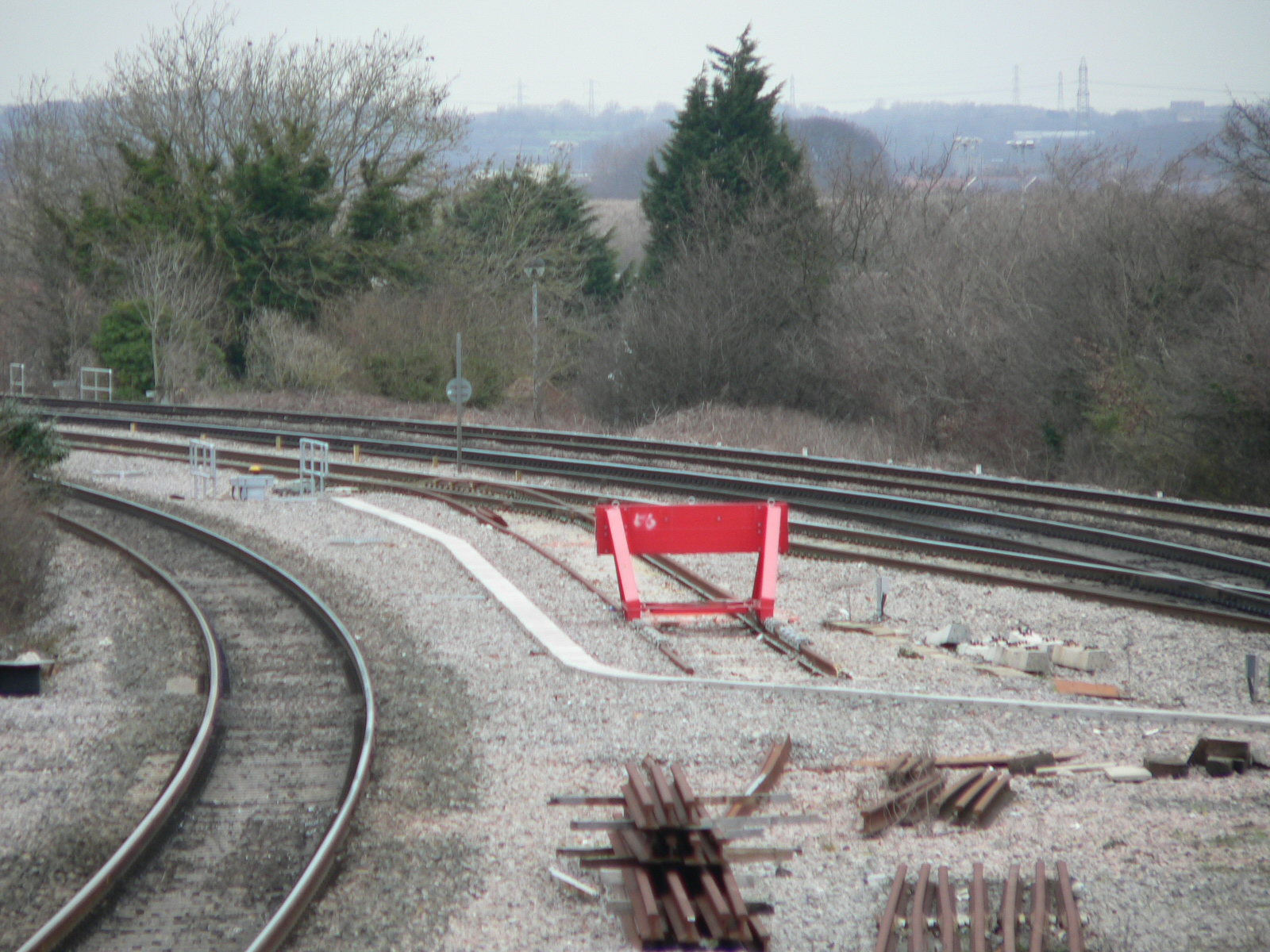
Dočasné zarážedlo, Anglie

### Tlumič nárazu
Tlumiče nárazu jsou různé konstrukce, od klasických nárazníků umístěných na zarážedle až po tlumicí konstrukce založené na principu pružiny a hydraulického okruhu.

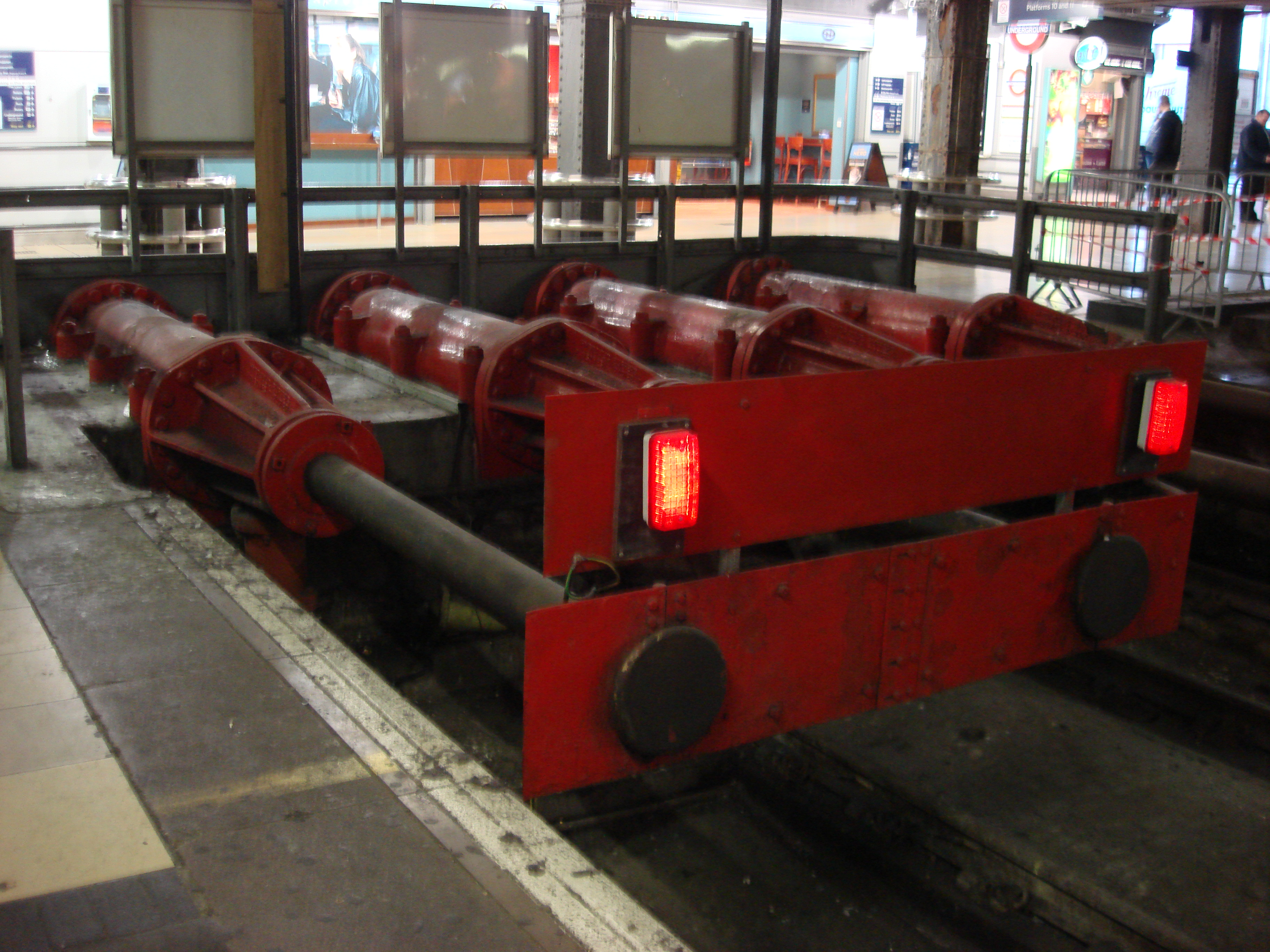
Tlumiče nárazu, Anglie
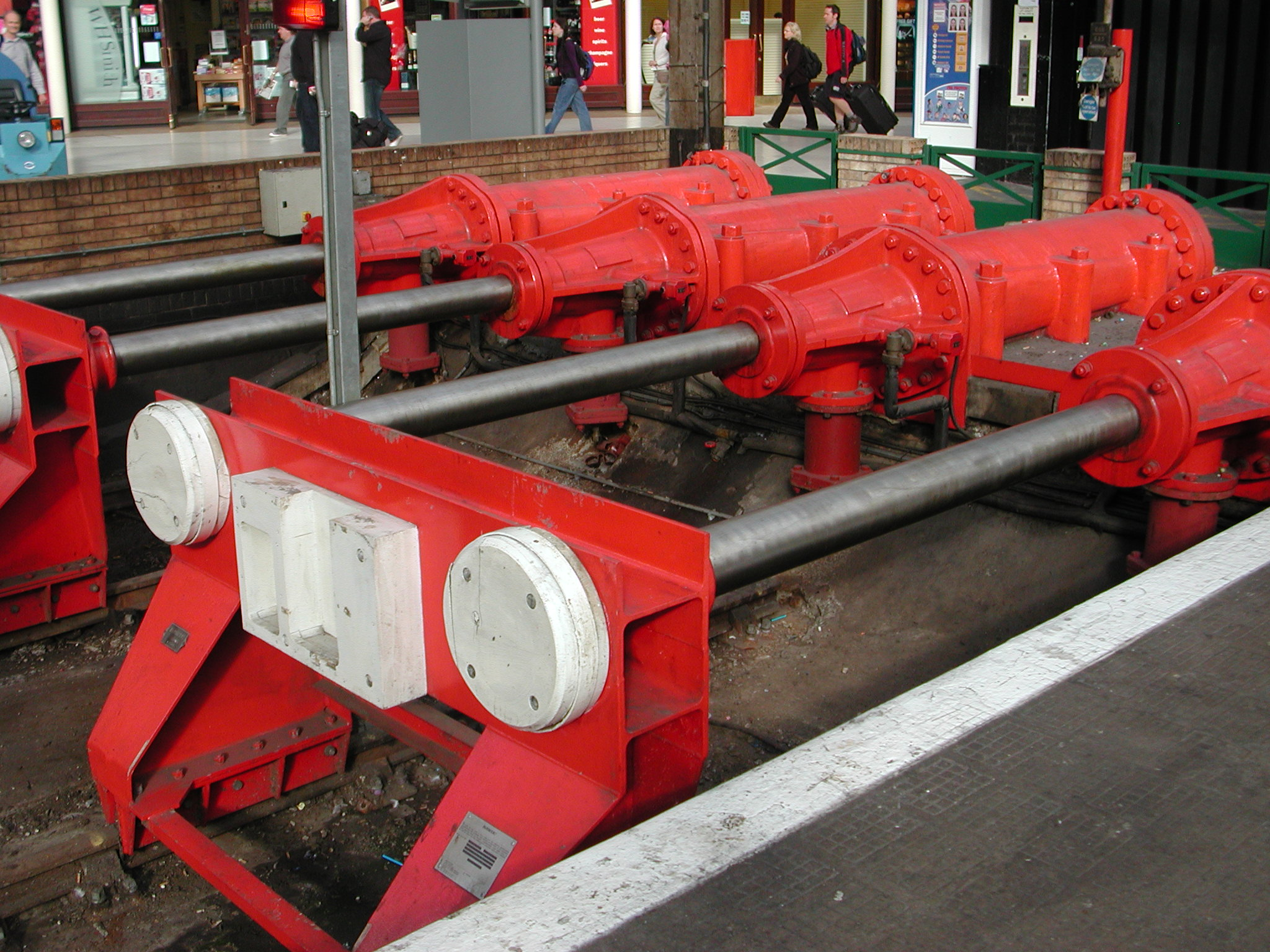
Tlumiče nárazu, Nizozemí
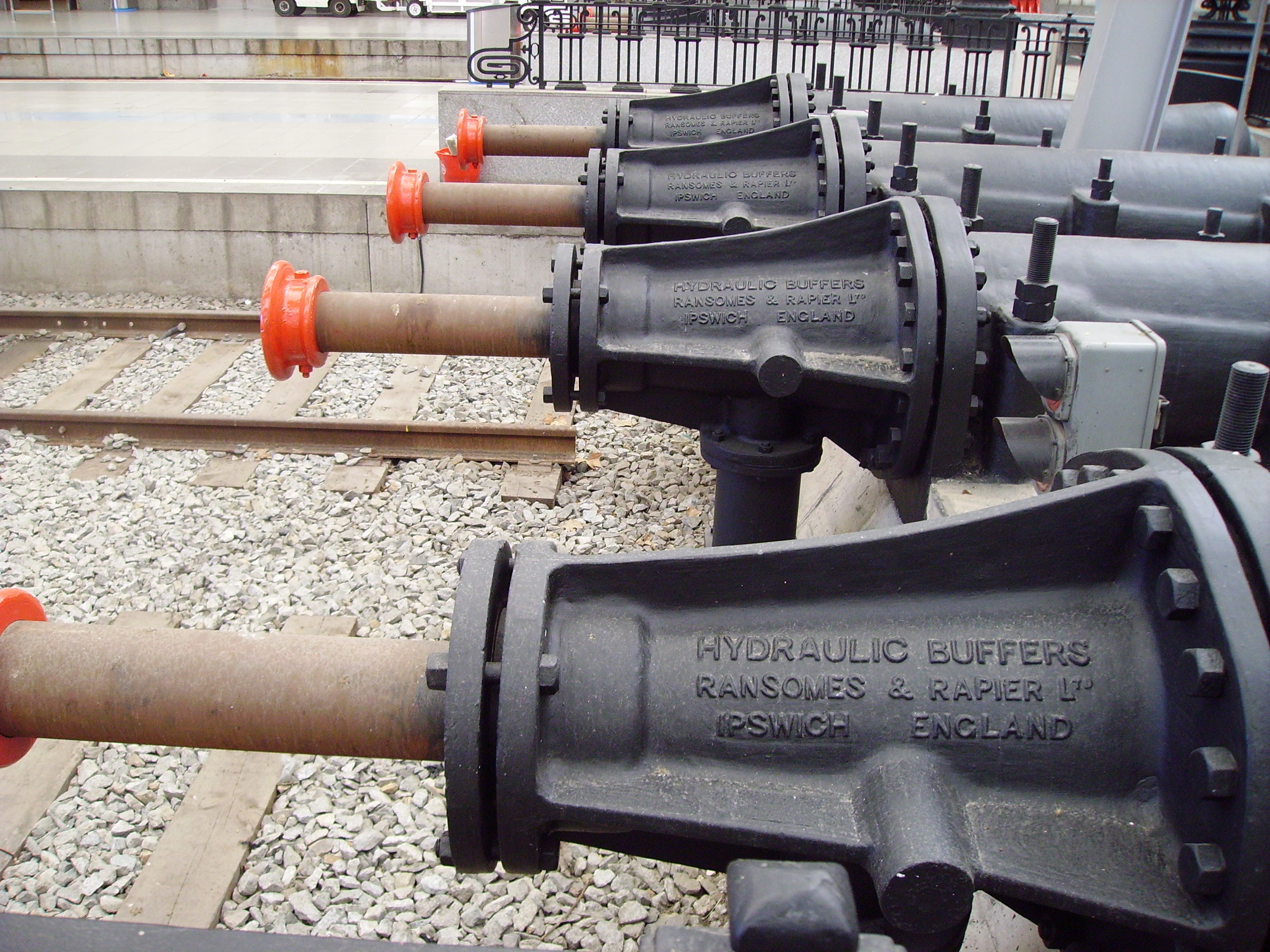
Tlumiče nárazu, Španělsko
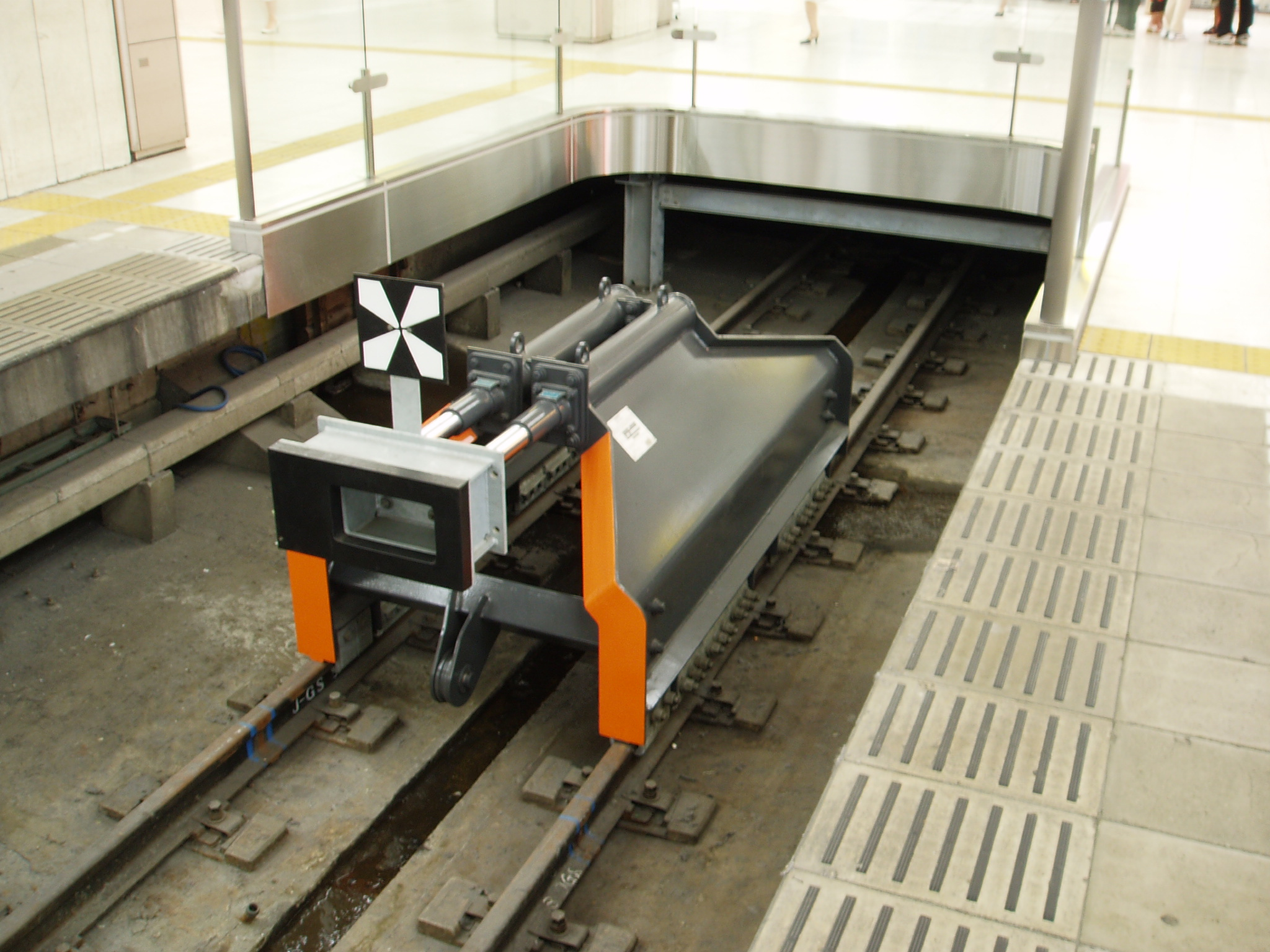
Tlumiče nárazu, Japonsko